# Скадино (Островский район)
Скадино — деревня в Горайской волости Островского района Псковской области. 
Расположена левом берегу реки Мошна, в 16 км к югу от города Остров и в 6 км к северо-западу от волостного центра деревни Крюки.
Численность населения деревни по состоянию на 2000 год составляла 5 человек.
До 3 июня 2010 года деревня входила в состав ныне упразднённой Синерецкой волости с центром в деревне Гривы.
В 1928 году близ деревни Скадино Псковского округа Ленинградской области был найден клад, в состав которого входили монеты 919—1016/1084 годов, серебряные лунницы, серебряная подвеска.